# 미야요시 다쿠미
미야요시 다쿠미(일본어: 宮吉 拓実, 1992년 8월 7일 ~ )는 일본의 축구 선수이다. 현재 J1리그의 교토 상가 FC에서 뛰고 있다.

## 구단 경력
그는 2008년부터 J리그의 교토 상가 FC, 카탈레 도야마, 산프레체 히로시마, 홋카이도 콘사돌레 삿포로에서 뛰었다.

## 국가대표팀 경력
그는 2009년 FIFA U-17 월드컵에 참가할 일본 U-17 국가대표팀에 발탁되었으며, 2경기에 출전, 2득점을 넣었다.